# Maledictosuchus riclaensis
Maledictosuchus riclaensis è un rettile marino estinto, appartenente ai crocodilomorfi. Visse nel Giurassico medio (Calloviano, circa 165 milioni di anni fa) e i suoi resti fossili sono stati ritrovati in Spagna.

## Descrizione
Questo animale è noto principalmente per un cranio ben conservato, lungo circa 55 centimetri. Si suppone che l'animale intero fosse lungo circa 3 metri. Il cranio, confrontato con quello di animali simili, ha permesso di ricostruire Maledictosuchus come un animale simile a un coccodrillo ma specializzato per la vita marina, dotato probabilmente di zampe simili a pagaie. Maledictosuchus possedeva un lungo cranio dal rostro sottile, dotato di una dentatura caratteristica costituita da denti mascellari anteriori compressi lateralmente e denti posteriori a sezione quasi circolare. Tutti i denti erano sprovvisti di carene, ma lo smalto sulle superfici labiali e linguali dei denti era ornamentato con scanalature lungo tutta la corona. Le mascelle erano dotate di 30-33 denti aguzzi, mentre le mandibole ne avevano 20-21, tutti nella regione anteriore. Erano presenti fossi recettori tra gli alveoli mascellari. 

## Classificazione
Maledictosuchus venne descritto per la prima volta nel 2013 sulla base di un cranio fossile ritrovato una ventina di anni prima nei terreni calloviani della formazione Ágreda, nella zona di Saragozza (Spagna). Questo animale è considerato un rappresentante dei metriorinchidi, un gruppo di animali simili a coccodrilli estremamente specializzato per la vita marina. In particolare, Maledictosuchus mostra notevoli affinità con Cricosaurus e Rhacheosaurus, altri due metriorinchidi dalle forme snelle, raggruppati nei Rhacheosaurini. 

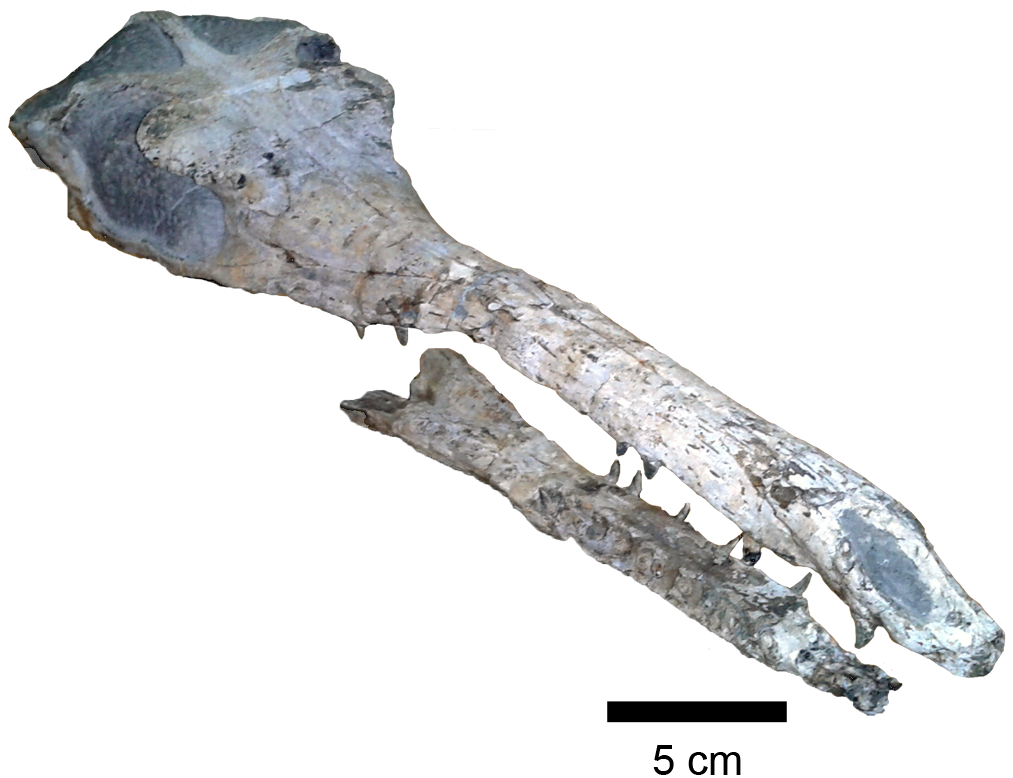
Cranio e mandibola di Maledictosuchus riclaensis

Questi animali possedevano alcune caratteristiche particolarmente indicate a una vita marina molto specializzata: narici esterne divise da un setto premascellare e posizionate posteriormente e un ri-orientamento dei processi laterali dell'osso frontale, con conseguente formazione di un angolo acuto tra i processi mediale e laterale dell'osso. Maledictosuchus è il più antico metriorinchide in cui si riscontrano tutte queste caratteristiche. 

## Paleoecologia
Il meccanismo di occlusione di Maledictosuchus è unico fra i metriorinchidi, poiché combina denti aguzzi orientati verticalmente nella mascella e denti diretti verso l'infuori e in avanti nella mandibola. Questa caratteristica, unita al rostro tubolare e ai denti privi di carena, suggeriscono che Maledictosuchus era specializzato per trafiggere e trattenere piccole prede particolarmente guizzanti, come piccoli pesci e cefalopodi.